# Spilopimpla rubricosa
Spilopimpla rubricosa là một loài tò vò trong họ Ichneumonidae.